# Irmãs Hospitaleiras do Sagrado Coração de Jesus
As Irmãs Hospitaleiras do Sagrado Coração de Jesus são uma congregação religiosa católica feminina de direito pontifício fundada em Madrid (Espanha) em 1881 pelo religioso hospitaleiro italiano São Bento Menni, sacerdote da Ordem de São João de Deus, juntamente com María Josefa Recio e María Angustias Giménez. O seu objetivo é a assistência aos doentes, especialmente no âmbito da psiquiatria, da saúde mental e da deficiência intelectual. As religiosas desta congregação são conhecidas como Irmãs Hospitaleiras do Sagrado Coração de Jesus, ou, simplesmente, como Irmãs Hospitaleiras, e acrescentam a sigla H.S.C. aos seus nomes.

## História

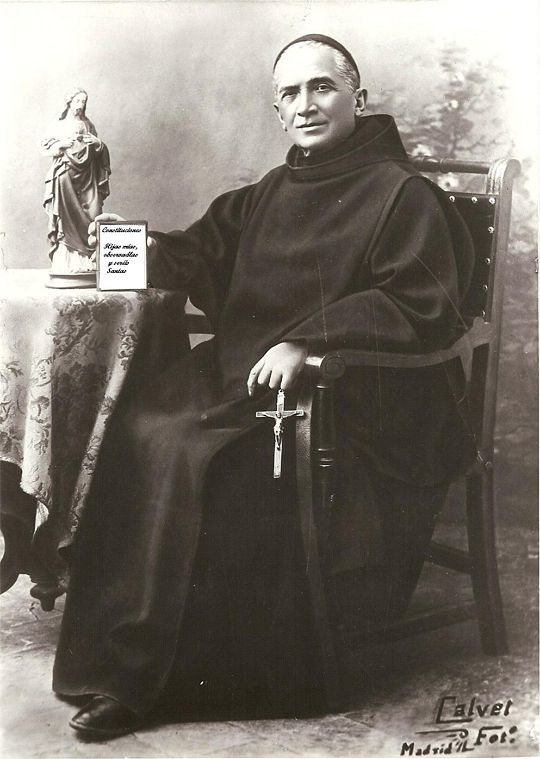
Benito Menni (1841-1914), fundador da Congregação

O sacerdote hospitaleiro italiano Benito Menni, enquanto trabalhava hospital psiquiátrico de Ciempozuelos, com a colaboração de María Josefa Recio Martín e Angustias Giménez, fundou a Congregação das Irmãs Hospitaleiras do Sagrado Coração de Jesus, a 31 de maio de 1881, com o objetivo de prestar melhores cuidados aos internos do centro psiquiátrico. A congregação foi aprovada pelo Arcebispo de Toledo a 27 de setembro de 1882.
A 25 de julho de 1892, o Instituto foi reconhecido como Congregação de direito pontifício, através do Decreto de Louvor. Em 1901, recebeu a aprovação definitiva da Santa Sé. Entre 1881 e 1901, a Congregação viveu um período de expansão em Espanha, com a fundação de 15 hospitais psiquiátricos.

## Organização
A Congregação das Irmãs Hospitaleiras do Sagrado Coração é uma organização centralizada, governada pela Superiora Geral, com sede em Roma. O cargo é atualmente ocupado pela religiosa portuguesa Idília Maria Carneiro.
As Irmãs Hospitaleiras dedicam-se à assistência médica, nomeadamente em centros psiquiátricos, de saúde mental ou de deficiência intelectual. Tem como missão evangelizar o mundo da saúde, através da promoção de obras sanitárias, sociais e educativas, tendo como prioridade o seu compromisso com a sociedade.
O modelo de cuidados hospitaleiros engloba a prevenção, o tratamento e a reabilitação. Está sempre empenhado na melhoria contínua da qualidade, através dos últimos avanços científicos e do respeito pela dignidade das pessoas que trata. Atualmente, a congregação conta com mais de 85 centros sócio-comunitários em mais de 25 países, onde presta assistência médica e espiritual a cerca de 820.000 pessoas por ano. Com mais de 11.100 trabalhadores e numerosos voluntários, a congregação conta com mais de 1.000 religiosas e 101 comunidades.

## Valores hospitalares
A hospitalidade é um valor humano essencial nos domínios social, da assistência e da saúde. Consiste em oferecer espaço e tempo, atenção e cuidado, humanidade e recursos aos destinatários desta missão.
Este valor implica:
1. Sensibilidade para com os excluídos: empatia pela sua doença ou limitações mentais.
2. Serviço aos doentes e aos necessitados: tudo está ao serviço das pessoas de quem cuidamos; elas são o centro da organização.
3. Acolhimento libertador: caloroso acolhimento do doente; alcançar o mais alto nível de reabilitação.
4. Saúde integral: o seu trabalho em prol da saúde abrange todas as dimensões da pessoa, de acordo com o humanismo integral, com o objetivo de curar e cuidar.
5. Qualidade profissional: rigor, eficácia na gestão, trabalho em equipa, adaptação dos dispositivos e atualização permanente dos profissionais.
6. Humanidade nos cuidados: humanização nas abordagens e em cada atividade específica. A prioridade é dada à dignidade da pessoa.
7. Ética em todas as acções: as acções são realizadas de acordo com os critérios da bioética e o princípio da hospitalidade.
8. Consciência histórica: favorece a consciência individual e colectiva de fazer parte da história do hospital, fiel às suas origens, protagonista do presente, construtor do futuro  hospitaleiro.